# 15853 Benedettafoglia
15853 Benedettafoglia è un asteroide della fascia principale. Scoperto nel 1996, presenta un'orbita caratterizzata da un semiasse maggiore pari a 2,2438709 UA e da un'eccentricità di 0,1024492, inclinata di 5,32161° rispetto all'eclittica.